# Pujolet de la Plana Vella
El Pujolet de la Plana Vella és una muntanya de 417 metres que es troba al municipi del Montmell, a la comarca del Baix Penedès.